# FC Sparta Bremerhaven
Der FC Sparta Bremerhaven (offiziell: Fußballclub Sparta Bremerhaven von 1901 e. V.) ist ein Fußballverein aus Bremerhaven. Die erste Fußballmannschaft spielt 2017/2018 in der Kreisliga A Bremerhaven.

## Geschichte

### SC Sparta
Der Verein wurde am 8. März 1901 als F.C. Sparta Bremerhaven gegründet. Die Vereinsfarben waren Blau-Weiß. Die erste Mannschaft konnte bereits einen Monat nach der Gründungsversammlung gestellt werden. Der Verein hatte zwei Monate nach der Gründungsversammlung bereits 42 Mitglieder. Das erste Freundschaftsspiel wurde 4:1 gegen den F.C. Glückauf in Wulsdorf gewonnen. In der Saison 1911/12 wurde die erste Mannschaft Bezirksmeister. Als der Krieg ausbrach, wurde das Vereinsleben eingestellt. Nach dem Ersten Weltkrieg wurde der SC Sparta nach dem Übertritt des Vereins Sport Lehe in Sportclub Sparta Bremerhaven-Lehe umbenannt. 1926 erhielt der Verein eine Schwimmabteilung. 1934 scheiterte der Zusammenschluss der Bremerhavener Vereine ATSB, Bremerhaven 93 und SC Sparta zu einem Großverein. Am 20. September 1944 wurde der SC Sparta aufgelöst. Am 15. Januar 1949 wurde der SC Sparta neu gegründet und es wurde 1949 auch schon wieder mit 20 Mannschaften trainiert. 1972 überstand der SC Sparta erneut die Aufnahme in einen Großverein.

### FC Sparta
Zum 1. Juli 2012 trat der FC Bremerhaven dem SC Sparta bei, der sich daraufhin in FC Sparta Bremerhaven umbenannte. Eine ursprünglich geplante Fusion kam nicht zustande; denn durch den Beitritt des FC Bremerhaven spielte die erste Mannschaft in der Bremen-Liga. Am 15. Juli 2015 gab der Verein bekannt, in der Saison 2015/16 auf die Bremen-Liga zu verzichten. In der Saison 2015/16 wurde man in der Landesliga Bremen Letzter und stieg in die Bezirksliga Bremen ab; dort wurde man ebenfalls Letzter. Zur Saison  2017/18 wurde der FC Sparta in die Kreisliga A Bremerhaven durchgereicht.

## Erfolge
- 1976/77: Teilnahme am DFB-Pokal bei Tennis Borussia Berlin (0:5 verloren)
- 1998/99: Aufstieg der ersten Mannschaft in die Verbandsliga Bremen
- 2007/08: Meister der Bezirksliga Bremerhaven
- 2011/12: Meister der Bezirksliga Bremerhaven

## Bekannte Spielerinnen und Spieler
- Uwe Dreyer
- Jessica Golebiewski
- André Hahn
- Gerrit Holtmann
- Cindy König

## Andere Sportarten
- Damengymnastik
- Kegeln
- Wandern
- Seniorenturnen
- Seniorenschwimmen